# Mac Miller
Malcolm James McCormick (Pittsburgh, 19 de gener de 1992 – Studio City, 7 de setembre de 2018), conegut professionalment com a Mac Miller, va ser un raper, cantant i productor de discos estatunidenc.
El 2010, va signar un acord discogràfic amb la discogràfica independent de Pittsburgh, Rostrum Records. Posteriorment, va començar a gravar el seu àlbum de debut, Blue Slide Park, i el va llançar el 8 de novembre de 2011. L'àlbum va començar a debutar en el número u en la cartellera Billboard 200, convertint-se en el primer àlbum debut independentment distribuït des de Tha Dogg Pound, album de 1995, Dogg Food.
A principis de 2013, Miller va llançar REMember Music, la seva pròpia marca de segells discogràfics, amb el nom d'un amic que va morir. El segon àlbum de Miller, Watching Movies with the Sound Off, va ser llançat el 18 de juny de 2013. El gener de 2014, Miller va anunciar que ja no estava signat amb Rostrum Records. L'octubre de 2014, es va informar que Miller va signar un acord per a ell i el seu segell REMember, amb Warner Bros. Records. També va ser un productor de discos sota el pseudònim Larry Fisherman, produint música per SZA, Vince Staples, Lil B, Ab-Soul, Riff Raff, Smoke DZA i ell mateix. Va morir als 26 anys a partir d'una sobredosi accidental de fentanil, cocaïna i alcohol.

## Vida i carrera
1992–2010inicis de vida i carrera professional
Malcolm James McCormick va néixer el 19 de gener de 1992, al barri de Point Breeze de Pittsburgh, Pennsylvania. Era fill de Karen Meyers, fotògrafa, i Mark McCormick, arquitecte, i tenia un germà gran, Miller. La seva mare és jueva, i el seu pare és cristià. Mentre ell i el seu germà es van criar jueus, va assistir a una escola catòlica per "assegurar-se una bona educació i l'oportunitat de jugar a futbol i lacrosse". Més tard va anar a la Winchester Thurston School, i es va graduar a la Taylor Allderdice High School.
Músic autodidacte, Miller tocava el piano, la guitarra, la bateria i el baix als sis anys. Va començar a rapejar per primera vegada als 14 anys. Abans d'això, volia ser cantant. A l'escola secundària, va decidir centrar-se en la seva carrera de rap, després va assenyalar: "Una vegada que vaig arribar als 15 anys, m'ho vaig posar molt seriosament i em va canviar la vida completament... solia dedicar-me als esports, practicar tots els esports, anar-hi. a totes les festes de secundària. Però una vegada que vaig descobrir que el hip-hop és gairebé com una feina, això és tot el que vaig fer." Originalment es va anomenar Easy Mac (sovint estilitzat com EZ Mac) i va llançar el mixtape But My Mackin' Ain't Easy el 2007 a l'edat de 15 anys. El 2009, es va establir com a Mac Miller i va llançar dos mixtapes: The Jukebox: Prelude to Class Clown i The High Life. Als Pittsburgh Hip Hop Awards 2010, Miller va guanyar 21 anys o menys de l'any i el millor vídeo de hip hop per "Live Free".
2010–2013Avenç, Blue Slide Park i veure pel·lícules amb el so apagat

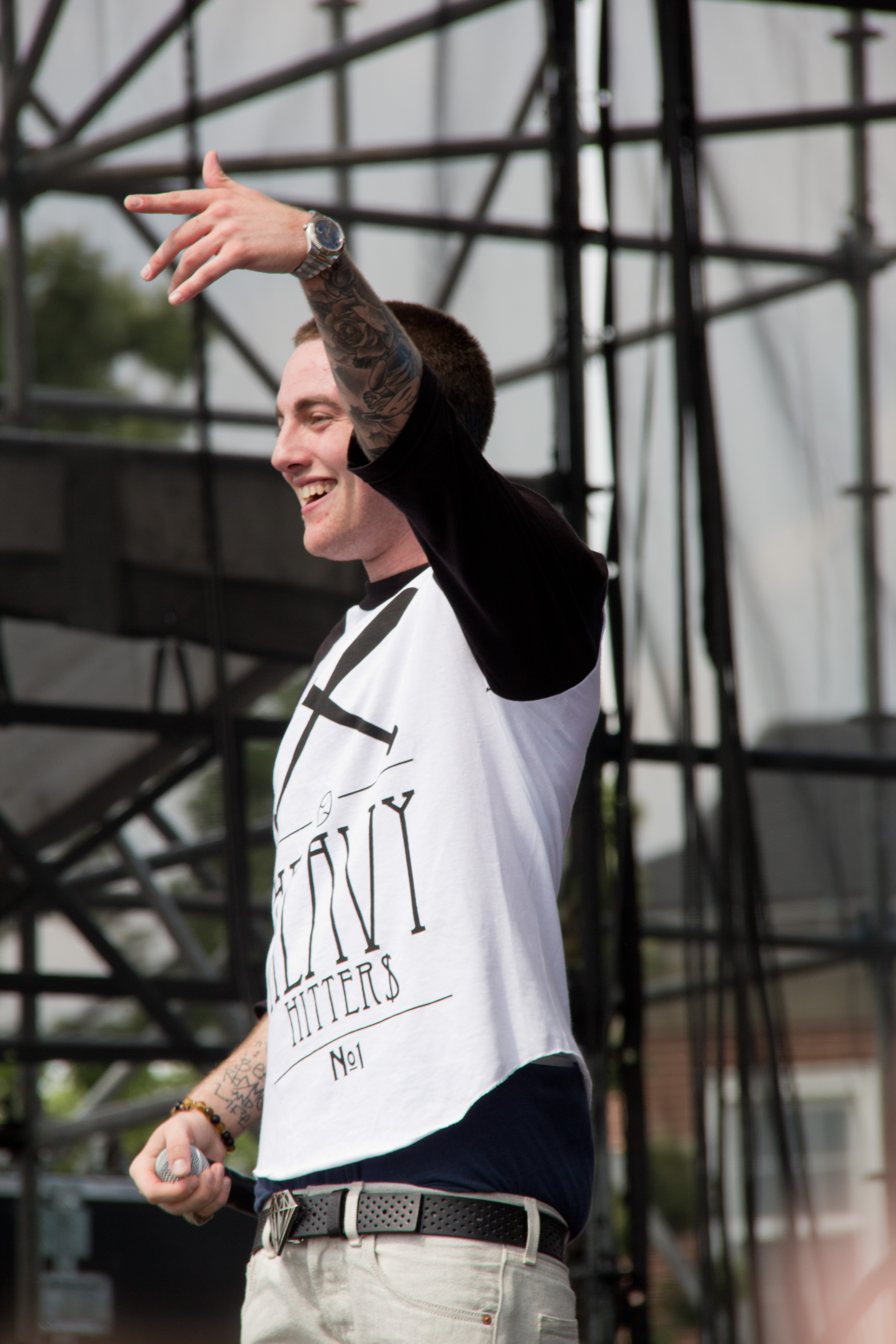
Miller actuant al Governor's Ball de Nova York el 2011

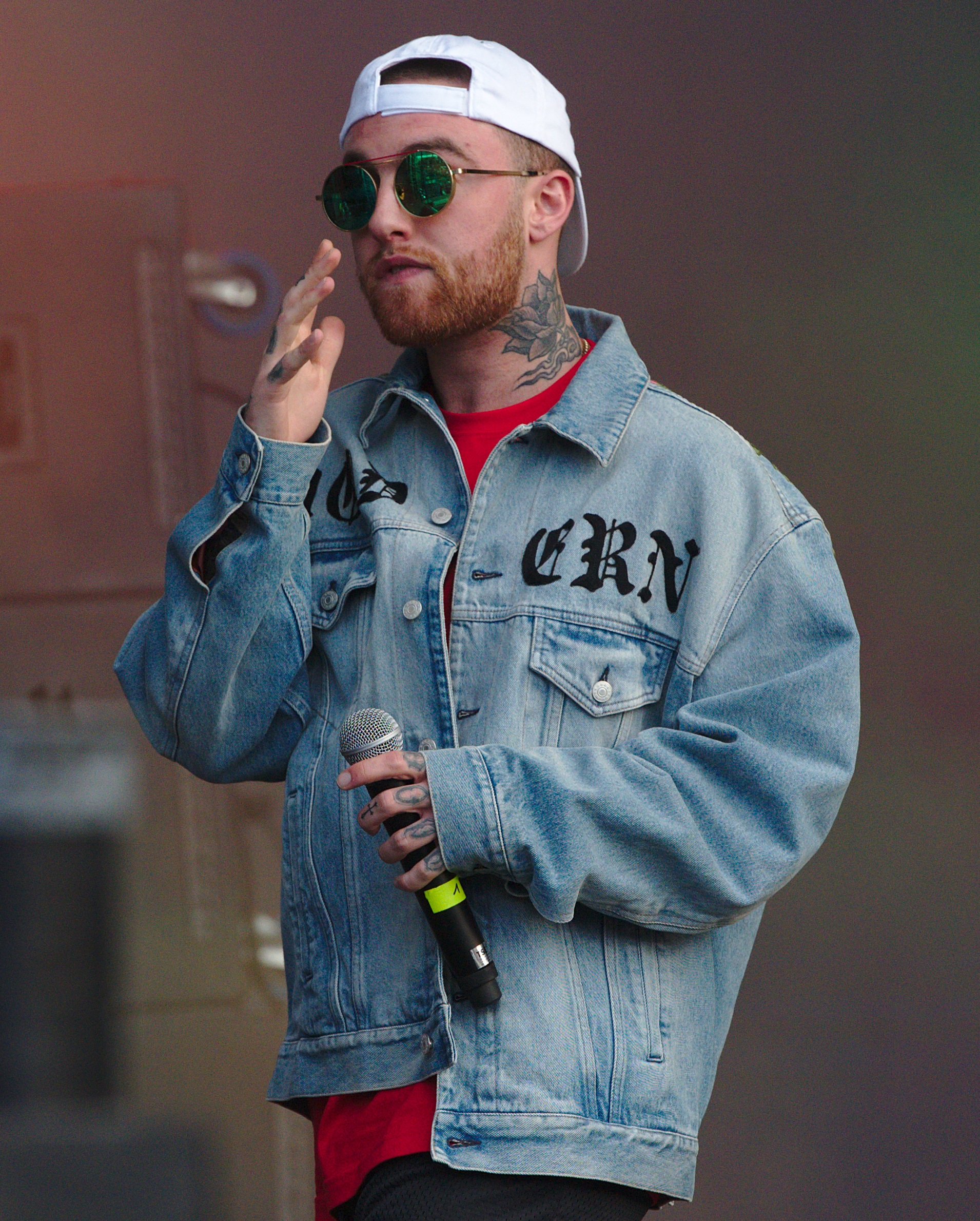
Miller actuant al Splash 2017! festival a Alemanya.

Miller va signar amb el segell independent Rostrum Records el juliol de 2010, abans del seu mixtape K.I.D.S. El president de la tribuna, Benjy Grinberg, va conèixer a Miller mentre gravava amb Wiz Khalifa als ID Labs. Encara que Grinberg va començar a donar consells a Miller, no va mostrar interès a implicar-se en la seva carrera fins que Miller va començar a treballar en K.I.D.S., quan "va notar una maduració en el seu so i enfocament a la seva música". En aquell moment, Miller havia començat a atraure l'interès d'altres companyies discogràfiques, però va triar Rostrum a causa de la seva ubicació a la seva ciutat natal i l'associació amb Wiz Khalifa. K.I.D.S. va ser llançat per Rostrum l'agost de 2010. Durant aquest temps, Miller es va centrar en la participació a les xarxes socials, les vendes digitals i les gires persistents, a causa de la manca d'emissió de ràdio o de funcions principals.
El magazin XXL va incloure a Miller a la seva llista anual "Freshman Class" del 2011, juntament amb altres 10 rapers, inclosos Kendrick Lamar i Meek Mill. Miller va llançar el seu cinquè mixtape, Best Day Ever, el març de 2011. El seu senzill "Donald Trump" es va convertir en la seva primera cançó a classificar-se al Billboard Hot 100 dels EUA, arribant al número 75, i va rebre una certificació de platí de la "Recording Industry Association of America" (RIAA). També el març de 2011, va llançar un EP de sis cançons, On and On and Beyond. Amb la intenció d'adreçar-se a un nou públic, quatre dels seus temes es van incloure prèviament als seus mixtapes. L'EP va ser la seva primera entrada a la llista d'àlbums Billboard 200 dels EUA al número 55.
L'àlbum d'estudi debut de Miller, Blue Slide Park, es va publicar el 8 de novembre de 2011. Amb 144.000 vendes a la primera setmana, va debutar a la part superior del Billboard 200, el primer àlbum debut distribuït de manera independent que ho va fer des de Dogg Food de Tha Dogg Pound el 1995. Tres cançons de l'àlbum, "Smile Back", "Frick Park Market" i "Party on Fifth Ave", es va classificar al Billboard Hot 100, arribant als llocs 55, 60 i 64, respectivament. Blue Slide Park va ser certificat d'or als Estats Units i Canadà. Malgrat el seu impressionant rendiment comercial, Blue Slide Park va rebre una resposta crítica generalment mixta.
El 23 de març de 2012, Miller va llançar el seu setè mixtape, Macadelic. El senzill "Loud" va assolir el número 53 al Billboard Hot 100. A mitjans de 2012, Miller va estrenar dues cançons produïdes per Pharrell Williams, a partir d'un EP de col·laboració previst, Pink Slime. Almenys deu cançons es van completar a l'agost de 2012 segons Miller, però el projecte no es va publicar malgrat un esforç de diversos anys. Miller va llançar un EP, You, sota l'àlies de Larry Lovestein & The Velvet Revival el 21 de novembre de 2012. En lloc de rap, l'EP compta amb Miller cantant per instrumentals de jazz.

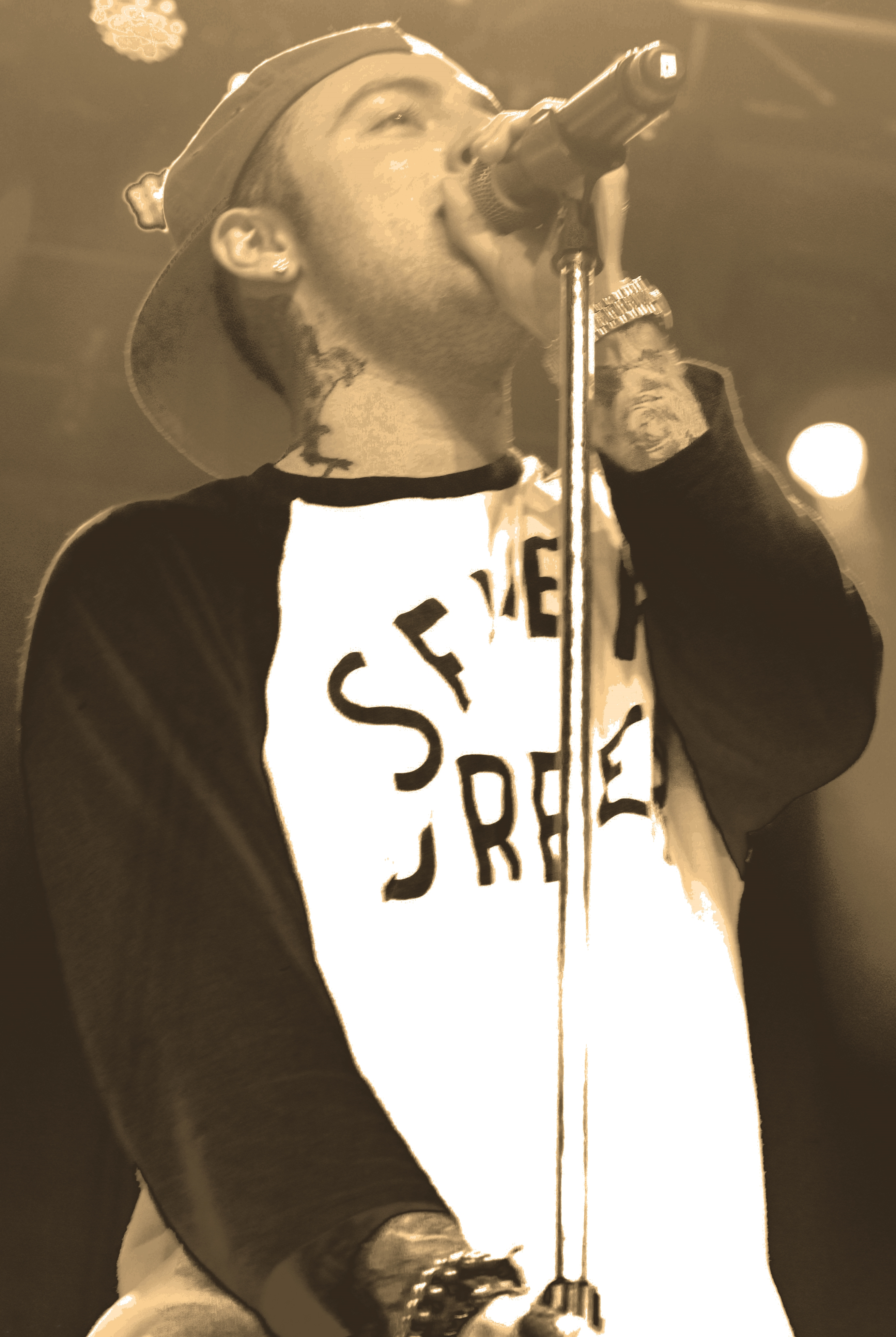
Miller a The Space Migration Tour a l'octubre de 2013

A principis de 2013, Miller va fundar el segell discogràfic REMember Music, el nom d'un amic mort. El segell es va centrar principalment en els artistes de Pittsburgh, així com els llançaments dels alter-egos de Miller. Miller va protagonitzar una sèrie de realitat de sis episodis, Mac Miller and the Most Dope Family, a MTV2. Va seguir la producció del seu segon àlbum d'estudi i es va estrenar el 26 de febrer de 2013. El 4 de març de 2013, Miller va llançar un mixtape, Run-On Sentences Vol. 1, només amb instrumentals fets per ell mateix, sota el seu àlies de producció Larry Fisherman. Més tard aquell mes, Miller va aparèixer al senzill principal de la cantant Ariana Grande "The Way" per al seu àlbum debut, Yours Truly; la cançó és el cim més alt de Miller al Billboard Hot 100 al número nou, i va ser certificada triple platí per la RIAA.

El seu segon àlbum d'estudi, Watching Movies with the Sound Off, va ser llançat el 18 de juny de 2013. Va rebre crítiques generalment positives, amb la majoria dels crítics elogiant el seu nou so psicodèlic. L'àlbum va debutar al número tres del Billboard 200, venent 102.000 còpies en la seva primera setmana. L'àlbum va generar tres senzills; "S.D.S.", "Mirant pel·lícules" i "Goosebumpz". L'àlbum va comptar amb aparicions convidades de Schoolboy Q, Ab-Soul, Earl Sweatshirt, Tyler, the Creator, Action Bronson i Jay Electronica. Segons Miller, l'àlbum és 
| « | "molt introspectiu i molt personal, així que és una mena de llançar-ho tot i veure què passa". | » |

 L'alcalde de Pittsburgh, Luke Ravenstahl, va presentar a Miller una clau de la ciutat el 20 de setembre de 2013 i va declarar la data "Dia de Mac Miller". En col·laboració amb Vince Staples, Miller va produir el mixtape Stolen Youth. Sota el sobrenom de Delusional Thomas, Miller va autoproduir i va llançar un mixtape homònim, Delusional Thomas, el 31 d'octubre de 2013. El 17 de desembre de 2013, Miller va llançar l'àlbum en directe Live from Space, que contenia nou cançons interpretades amb la banda The Internet durant la seva gira Space Migration Tour i cinc cançons gravades en estudi que van ser extretes del seu segon àlbum.
2014–2018GO:OD AM, The Divine Feminine i Swimming

Miller es va separar de Rostrum Records quan el seu contracte va expirar el gener de 2014. L'11 de maig de 2014, Miller va llançar de manera independent el seu desè mixtape en solitari, Faces. Colin Stutz de Billboard va escriure que el mixtape de 24 cançons 
| « | "mostra [Miller] introspectiu, rumiant sobre el seu consum de drogues, la seva fama i el seu passat." | » |

 Craig Jenkins de Pitchfork va dir que Faces era 
| « | "el seu treball més honest i personal fins ara". | » |

 Miller més tard va reflexionar sobre Faces, observant el seu estil de vida amb drogues mentre el gravava. La segona temporada de la sèrie de realitat de Miller Mac Miller and the Most Dope Family es va emetre a MTV2 a mitjans de 2014.
L'octubre de 2014, Miller va signar un contracte de gravació i un acord de distribució per a REMember Music amb el segell principal Warner Bros. Records. Va triar Warner perquè era "l'empresa de pensament més independent" amb la qual va conèixer. El primer segell principal de Miller, GO:OD AM, va ser llançat el 18 de setembre de 2015. Va ocupar el número quatre del Billboard 200, amb 87.000 unitats equivalents a àlbums. L'àlbum i el senzill "Weekend", amb el cantant Miguel, van ser certificats d'or i platí per la RIAA, respectivament.
Miller va començar a treballar en el seu proper àlbum d'estudi immediatament després de completar GO:OD AM, amb ganes d'explorar l'emoció de l'amor. El seu quart àlbum d'estudi, The Divine Feminine, va ser llançat el 16 de setembre de 2016. L'àlbum inclou Miller cantant gairebé tant com rapejant, i incorpora gèneres com el Rhythm and blues, el jazz i el funk. Va rebre crítiques positives, amb Pitchfork afirmant que l'àlbum era succint i refinat en la seva representació de l'amor, accentuant en conseqüència l'art de Miller. The Divine Feminine va debutar al número dos del Billboard 200 i al número u de la llista Billboard's Top R&B/Hip-Hop Albums amb 48.000 unitats.
El cinquè àlbum d'estudi de Miller, Swimming', va ser llançat el 3 d'agost de 2018, amb opinions molt positives de la crítica. Pitchfork va descriure l'àlbum com a "ànima melancòlica i funk càlid", a través de la seva exploració del desamor i els seus propis problemes de salut mental. Swimming va debutar al número tres del Billboard 200 amb 66.000 unitats, el seu cinquè àlbum consecutiu amb els cinc primers gràfics als Estats Units. Després de la seva mort el setembre de 2018, el senzill "Self Care" va pujar al número 33 del Billboard Hot 100, el seu màxim màxim com a artista principal en aquell moment. Swimming va ser nominat al millor àlbum de rap als 61è premis Grammy anuals.

## Emissions pòstums
La propietat de Miller va començar a aprovar llançaments de música pòstum el juny de 2019, amb els senzills col·laboratius "Time" amb Free Nationals i Kali Uchis, i "That's Life" amb 88-Keys i Sia. El 8 de gener de 2020, la família de Miller va anunciar el seu primer àlbum pòstum, Circles, que es va publicar dies després, el 17 de gener. Abans de la seva mort, Miller havia estat treballant en l'àlbum com a àlbum acompanyant de Swimming. La producció va ser completada per Jon Brion, que va treballar amb Miller en els dos àlbums. Circles va debutar al número tres del Billboard 200 amb 164.000 unitats, la seva setmana més important per a un àlbum. El seu senzill, "Good News", es va convertir en la seva cançó amb més èxit com a artista principal, arribant al número 17 del Billboard Hot 100.
El 29 d'abril de 2020, el seu mixtape K.I.D.S de 2010 es va tornar a llançar comercialment, seguit d'una versió de luxe el 13 d'agost per celebrar el seu desè aniversari, incloses dues cançons inèdites: "Ayye" i "Back in the Day". De la mateixa manera, el 15 d'octubre de 2021, el seu mixtape Faces de 2014 també es va tornar a publicar, més de set anys després del seu llançament inicial. La reedició del seu mixtape de 2011 I Love Life, Thank You va tenir lloc el 22 de juliol de 2022. El pianista de jazz Robert Glasper va llançar "Therapy Pt. 2", una cançó amb la veu de Miller, l'octubre de 2022.

## Artística
Estil musical i progressió
Al començament de la seva carrera, la música de Miller va ser àmpliament considerada com "frat rap", amb lletres centrades en la festa, fumar marihuana i desitjar fama, diners i dones. Després de la resposta crítica de Blue Slide Park, Miller va començar a emprar un enfocament més expressiu i experimental per als seus llançaments posteriors.

Miller també va experimentar amb el jazz durant la seva carrera. El 2012, Miller va llançar You, un EP amb temes de jazz lounge com Larry Lovestein i el Velvet Revival. Parlant sobre el personatge de Larry Lovestein, Miller va declarar: 
| « | "Sempre he tingut aquesta fantasia aleatòria de ser un cantant de Lounge Jazz de setanta anys". | » |

 Cap a la segona meitat de la carrera de Miller, la seva música va incrementar encara més elements del jazz i, a més, es va ramificar al funk i al R&B. Faces incorporava el jazz, mentre que The Divine Feminine i Swimming han estat descrits per publicacions musicals com a rap de jazz. L'escriptor de Rolling Stone Danny Schwartz també va descriure Swimming com "que abasta rap, funk i trip-hop".
Influències

Miller va incloure Big L, Lauryn Hill, Beastie Boys, Outkast i A Tribe Called Quest entre les seves influències. Va tenir una estreta relació amb el raper de Pittsburgh, Wiz Khalifa, dient: 
| « | "Fins ara, Wiz ha estat un germà gran per a mi amb aquest tema de la música. La nostra relació va més enllà de la música. Ell és només el meu amic, tant si faig música com si no." | » |

 També ha anomenat Eminem com a influència, afirmant: "Realment no vaig entendre el geni d'Em fins que tenia 15, 16 anys". Miller també va expressar admiració per John Lennon, va afirmar que els seus antecedents amb el seu iPhone eren de Lennon i que havia estat un fan de John Lennon durant un "molt, molt, molt temps". Miller també tenia múltiples tatuatges de Lennon, incloent un tatuatge de la cara de Lennon i un tatuatge de la cançó "Imagine" de John Lennon.

## Vida personal
Miller va parlar obertament sobre la seva lluita amb l'abús de substàncies i la depressió. Per gestionar l'estrès durant la seva gira Macadelic el 2012, Miller va començar a prendre prometazina i més tard es va convertir en addicte a inclinar-se. Miller va dir a Complex el gener de 2013: 
| « | "M'encanta el magre; és genial. No estava feliç i estava molt magre. Estava tan fotut tot el temps que va ser dolent. Els meus amics ni tan sols podien mirar-me igual. Estava perdut." | » |

 Va deixar de prendre prometazina el novembre de 2012, abans de rodar el seu reality show Mac Miller and the Most Dope Family. El 2014, Miller estava prenent drogues diàriament i va considerar que la cançó final de Faces, "Grand Finale", "se suposa que era l'última cançó que va fer a la Terra". Explicant aquest període a Billboard l'agost de 2015, Miller era "definitivament molt més sa", però no "completament" sobri. Després de declarar que "odiava" estar sobri en un documental de febrer de 2016, Miller s'havia tornat sobri durant tres mesos a l'octubre de 2016, observant el seu millor estat d'ànim i la seva creativitat. Tanmateix, quan se li va preguntar sobre la seva sobrietat l'abril de 2017, Miller va dir que ara estava "vivint regularment".
Miller va tenir una relació una latra vegada amb l'escriptora Nomi Leasure, a qui va conèixer a l'escola secundària, durant set anys fins al 2016. Moltes de les cançons del seu mixtape Macadelic parlaven de la seva relació. Miller va sortir amb la cantant Ariana Grande des d'agost del 2016 fins al maig del 2018.
Qüestions legals
El febrer de 2011, mentre feien una gira a l'estat de Nova York, Miller i els seus amics van ser arrestats per possessió de marihuana per la qual van passar la nit a la presó. Miller va dir que el cas estava "resolt".
El productor Lord Finesse va presentar una demanda de 10 milions de dòlars contra Miller, Rostrum Records i DatPiff el juliol de 2012, per l'ús d'una mostra de la cançó de Finesse "Hip 2 Da Game" a la cançó del mixtape de Miller de 2010 "Kool-Aid and Frozen Pizza". El desembre de 2012, la demanda es va resoldre extrajudicialment i les seves estipulacions es van mantenir confidencials.
El març de 2015, la banda Aquarian Dream va presentar una demanda de 150.000 dòlars contra Miller per haver fet una mostra de la seva cançó "Yesterday (Was So Nice Today)" a la cançó "Therapy" que va aparèixer al mixtape de Miller del 2014 "Faces".
Miller va ser arrestat el maig del 2018 acusat de conduir sota els efectes i atropellar i córrer després de xocar contra un pal de subministrament i fugir del lloc amb dos passatgers. La policia va obtenir la seva adreça del seu número de matrícula i Miller va confessar quan la policia va arribar a casa seva. Va ser detingut i alliberat amb una fiança de 15.000 dòlars. L'agost de 2018, Miller va ser acusat de dos càrrecs de conduir sota els efectes de l'incident. Miller va morir abans de la seva compareixença i els càrrecs van ser retirats.

## Mort
El 7 de setembre de 2018, el seu assistent personal va trobar Miller sense respondre a la seva casa de Studio City, que va trucar al 911 i li va fer Reanimació cardiopulmonar fins que van arribar els paramèdics. Miller va ser declarat mort al lloc dels fets a les 11:51 a.m. (PDT). Havia estat programat per a una gravació de vídeo el dia de la seva mort, i havia d'embarcar-se en la seva gira de natació a l'octubre. En el seu testament, Miller va nomenar la seva mare, pare i germà com a beneficiaris. Va ser soterrat al cementiri de Homewood a la seva ciutat natal de Pittsburgh, en un funeral jueu. El 5 de novembre de 2018, l'oficina del forense del comtat de Los Angeles va determinar que Miller va morir per una sobredosi accidental de drogues a causa d'una "toxicitat de drogues mixta" de fentanil, cocaïna i alcohol.
Milers de fans van fer una vetlla per a Miller l'11 de setembre de 2018 al Blue Slide Park de Pittsburgh, la inspiració darrere del títol del seu àlbum debut; el lloc continua sent un lloc de record. Un concert d'homenatge, Mac Miller: A Celebration of Life, va tenir lloc el 31 d'octubre de 2018 a Los Angeles. Molts dels seus amics i col·laboradors van actuar o van oferir missatges al concert; Els ingressos recaptats van beneficiar el recentment establert Mac Miller Circles Fund, que té com a objectiu donar suport als programes d'art juvenil i de creació de comunitats en la seva memòria. L'organització benèfica havia recaptat més de 700.000 dòlars el gener de 2019. El maig de 2019, la "Mac Miller Fund" va emetre les seves primeres subvencions, incloent 50.000 dòlars a MusiCares, que es van utilitzar per llançar el seu Mac Miller Legacy Fund per ajudar els músics joves amb problemes d'abús de substàncies.
Tres homes van ser arrestats el setembre de 2019 durant una investigació sobre la mort de Miller. Cameron James Pettit suposadament va vendre pastilles d'oxicodona falsificades a Miller que contenien fentanil dos dies abans de la seva mort, que van ser gestionades per Pettit per Ryan Reavis i subministrades per Stephen Walter. Miller havia demanat a Pettit Percocet, un analgèsic prescrit que conté oxicodona, a més de cocaïna i Xanax. Els investigadors creuen que Miller va esnifar les píndoles juntes abans de morir. Els tres homes van ser acusats de conspiració i distribució de drogues que van provocar la mort.
El 18 d'abril de 2022, Reavis va ser condemnat a deu anys de presó pel seu paper en la distribució de les píndoles. El 17 de maig de 2022, Walter va ser condemnat a 17 anys i mig de presó per la seva col·laboració en els fets.

## Discografia
Articles principalsdiscografia de Mac Miller i discografia de producció de Mac Miller  i (anglès)
Studio albums
- Blue Slide Park (2011)
- Watching Movies with the Sound Off (2013)
- GO:OD AM (2015)
- The Divine Feminine (2016)
- Swimming (2018)
- Circles (2020)

## Filmografia
| Any        | Títol                               | Rol         | Notes                                       | Ref.            |
| ---------- | ----------------------------------- | ----------- | ------------------------------------------- | --------------- |
| 2011       | Single Ladies                       | A si mateix | 2 episodis                                  | [ 17 ]          |
| 2012       | Punk'd                              | A si mateix | Episodi: "Mac Miller"                       | [ 116 ]         |
| 2013, 2015 | Ridiculousness                      | A si mateix | 2 episodis                                  | [ 117 ] [ 118 ] |
| 2013–2014  | Mac Miller and the Most Dope Family | A si mateix |                                             | [ 119 ]         |
| 2013       | Scary Movie 5                       | D'Andre     | Film                                        | [ 120 ]         |
| 2014       | Loiter Squad                        | Dave        | Episode: "Stone Cold Stunner"               | [ 121 ]         |
| 2015       | Hi, How Are You Daniel Johnston?    | None        | Curtmetratge; productor executiu            | [ 122 ]         |
| 2019       | Shangri-La                          | A si mateix | Episode: "Wrestling"; realisacions postumes | [ 123 ]         |